# História meteorológica do furacão Dorian
O Furacão Dorian foi o furacão mais forte já registrado a afetar as Bahamas, causando danos catastróficos nas Ilhas Ábaco e Grande Bahama no início de setembro de 2019. A intensidade do ciclone, assim como a sua progressão lenta perto das Bahamas, quebrou numerosos recordes. O quinto ciclone tropical, quarta tempestade nomeada, segundo furacão, e primeiro grande furacão da Temporada de furacões no oceano Atlântico de 2019, Dorian originou-se de uma onda tropical movendo-se para oeste que deixou a costa oeste da África em 19 de agosto. O sistema mais tarde organizou-se numa depressão tropical e depois numa tempestade tropical, ambos em 24 de agosto.
A recente formação da tempestade aconteceu apenas nos seguintes dias pois lutou contra o ar seco e cisalhamento do vento vertical. Em 27 de agosto, Dorian desembarcou nas Barbados e Santa Lúcia antes de entrar no mar do Caribe. A estrutura de Dorian foi seriamente modificada depois de bater nas montanhas de St. Lúcia, fazendo com que o centro do sistema se formasse ao norte da sua localização anterior. Movendo-se mais para norte e leste do que o previsto, Dorian passou ao leste de Porto Rico em 18 de agosto. Simultaneamente, relaxando o cisalhamento do vento e as temperaturas altas da água do mar permitiram a Dorian de se tornar um furacão de categoria 1 enquanto se movia sobre as Ilhas Virgens Americanas. A intensificação temporariamente estagnou em 29 de agosto antes de sofrer um episódio de intensificação rápida em 30 de agosto. Durante este tempo, o furacão virou para oeste-noroeste e depois para oeste enquanto um Cavado formou-se nos subtrópicos ao norte. Dorian chegou a intensidade de categoria 5, a classificação mais alta na escala de furacões de Saffir-Simpson em 1 de setembro. O sistema chegou ao pico de intensidade mais tarde nesse dia com ventos de 298 km/h (185 mph) e a pressão central de 910 mbar (hPa; 26,87 inHg) enquanto fazia um desembarque em Elbow Cay nas Bahamas.
Dorian enfraqueceu constantemente ao longo de 2 de setembro; a progressão da tempestade para a frente diminuiu rapidamente enquanto cruzava a Grande Bahama. O sistema caiu abaixo do status de grande furacão em 3 de setembro quando começou a acelerar para o norte. Em 5 de setembro, Dorian, brevemente, reintensificou-se em um furacão categoria 3 que atravessou as águas quentes da Corrente do Golfo. O aumento do cisalhamento do vento enfraqueceu Dorian mais uma vez enquanto ele virava para o nordeste e se aproximava de Outer Banks. Em 6 de setembro, Dorian atingiu o Cabo Hatteras como um furacão categoria 2. Como Dorian foi se tornando cada vez mais influenciado pelos ventos de oeste, ele fez a transição para um ciclone pós-tropical em 7 de setembro pouco antes de passar pela Nova Escócia. Dorian tornou-se totalmente extratropical no dia seguinte sobre o Golfo de São Lourenço e foi absorvido por um ciclone extratropical maior em 9 de setembro.

## Origens e percurso pelas Pequenas Antilhas
O furacão Dorian originou-se em 19 de agosto de 2019 de uma grande onda tropical (um cavado alongado de baixa pressão de ar) que partiu da costa ocidental da África. Naquela época, grande parte da convecção da onda ou atividade de tempestade estava localizada no interior, perto da Guiné e Senegal, em vez de perto do centro. Tempestades na porção norte da onda foram limitadas por uma abundância de poeira do Saara na região. Enquanto a onda viajava para o oeste, através das baixas latitudes do Atlântico, ela perdeu a maior parte da sua convecção antes de uma área de baixa pressão se desenvolver em 22 de agosto. Apesar de estar localizado em uma área de cisalhamento vertical moderado do vento, o sistema continuou a aumentar em organização. O Centro Nacional de Furacões (NHC) previu inicialmente um desenvolvimento lento em 23 de agosto conforme o sistema continuou para o oeste, no entanto, o sistema organizou-se em uma depressão tropical às 06h00 UTC em 24 de agosto, quando se localizava, aproximadamente, a 805 milhas (1 295 km) a lés-sudeste da ilha de Barbados.
No início da existência da depressão, sua vazão para sudeste foi restringida devido ao cisalhamento moderado do vento leste. O sistema foi classificado como tempestade tropical às 18h00 UTC depois de desenvolver um recurso semelhante a um olho de 10 milhas (15 km) de diâmetro em seus níveis médios e recursos de faixas que o envolveram. Dorian inicialmente se intensificou enquanto estava localizado em um ambiente de altas temperaturas da superfície do mar. Essa tendência praticamente cessou nos dias seguintes como resultado do cisalhamento do vento e do ar seco abundante de nível médio. Com pouca mudança na intensidade, Dorian atingiu Barbados por volta de 01h30 UTC em 27 de agosto com ventos sustentados máximos de 80 km/h (50 mph), entrando no Mar do Caribe.  Naquela época, o radar composto mostrava que o sistema carecia de um núcleo interno forte. A tempestade tropical atingiu o segundo continente em Santa Lúcia por volta das 11h00 UTC na mesma intensidade; o terreno montanhoso da ilha atrapalhou a circulação de baixo nível do sistema.  Logo depois, o centro de Dorian se desenvolveu mais ao norte. Enquanto isso, a convecção da tempestade flutuou conforme o sistema continuou a ser afetado pelo ar seco e interagiu com as ilhas de Sotavento e Barlavento. Dorian desenvolveu brevemente um olho de 10 milhas (15 km) de largura no radar em algumas ocasiões, mas ele rapidamente corroeu por causa das incursões de ar seco de nível médio.
Dorian logo assumiu uma direção mais noroeste como resultado de uma fraqueza em uma crista causada por uma baixa de nível médio a superior (ciclone de núcleo frio) localizada ao norte da ilha de Hispaniola.  Embora Dorian tenha inicialmente previsto chegar à costa em São Domingos e, posteriormente, enfraquecer ou se dissipar sobre a ilha, a trajetória do sistema mudou para leste de Porto Rico em 28 de agosto como resultado da mudança direcional para o norte, bem como da reforma do centro. A estrutura de Dorian começou a melhorar no mesmo dia, com feições de faixas se tornando mais proeminentes e uma parede do olho parcial se formando. Enquanto Dorian se fortalecia em uma furacão categoria 1 na escala Saffir-Simpson, atingiu a costa de St. Croix e St. Thomas nas Ilhas Virgens dos Estados Unidos às 15h30 UTC e 18h00 UTC, respectivamente. Enquanto isso, o padrão de nuvens do ciclone tropical continuava a aumentar em organização, com um olho se tornando aparente nas imagens de satélite. O furacão avançou para noroeste sob a influência do fluxo entre uma baixa de nível superior sobre o Estreito da Flórida e a crista subtropical do Atlântico.  O fortalecimento adicional foi previsto, uma vez que a tempestade permaneceria em um ambiente favorável com um nível médio cada vez mais húmido, temperaturas do mar próximas ou acima de 29 °C (84 °F), e baixo cisalhamento do vento. Mesmo que a tempestade tenha se fortalecido e desenvolvido um olho mais definido, o ar seco e o vento sudoeste causaram a intensificação de Dorian estagnar temporariamente antes de diminuir novamente. Mais tarde em 29 de agosto, uma aeronave Hurricane Hunter da NOAA relatou a presença de paredes do olho concêntricas, indicando que um ciclo de substituição da parede do olho havia começado. A aeronave também descobriu que a pressão central havia caído. O avião não encontrou nenhum vento mais forte enquanto Dorian continuava a rastrear em direção ao noroeste.

## Intensificação rápida e aterrissagens nas Bahamas

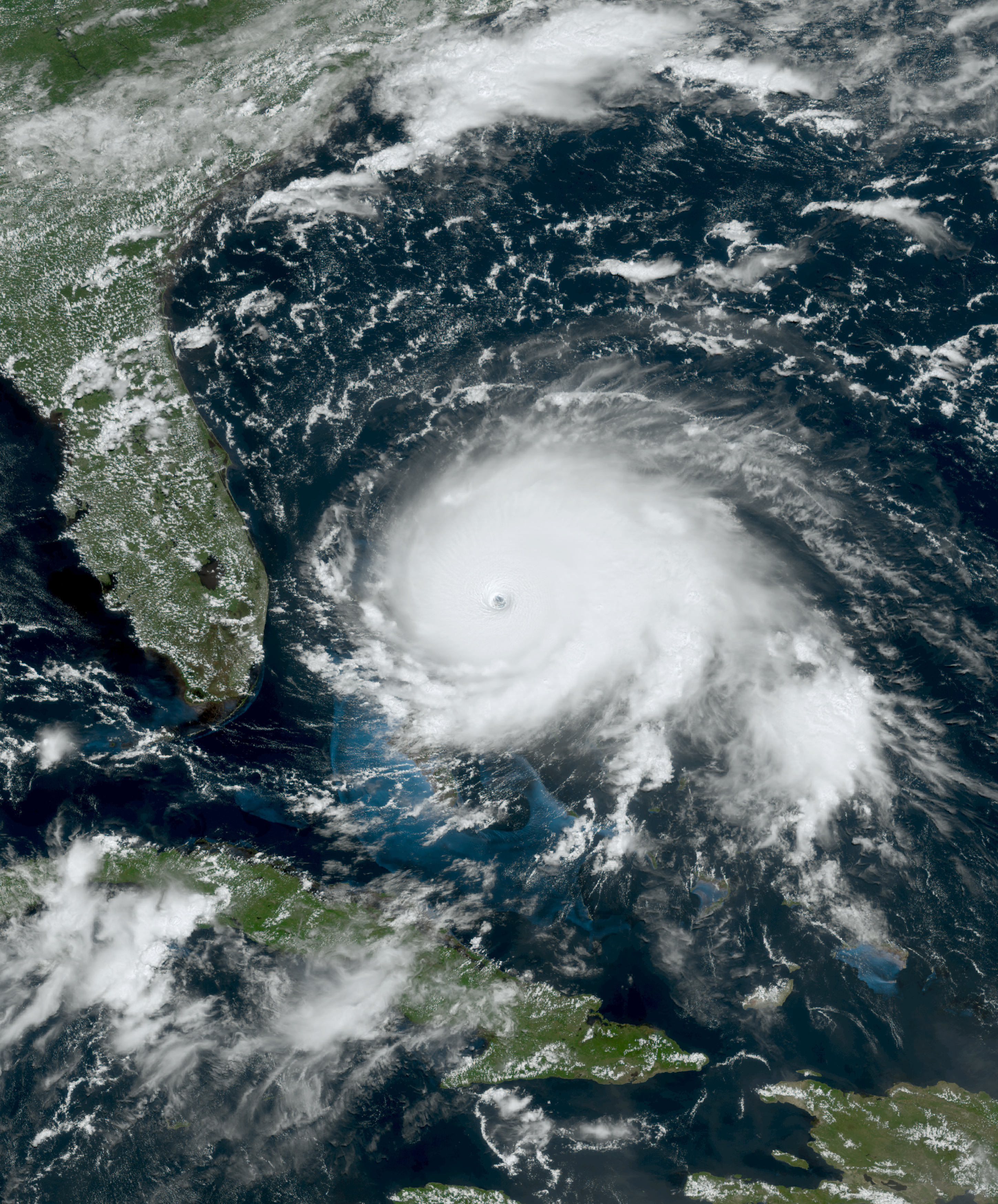
Dorian no pico de intensidade sobre Abacos em 1 de setembro

Pela manhã de 30 de agosto, Dorian completou o ciclo de substituição da parede do olho e retomou sua tendência de intensificação. O baixo nível superior direcionando o furacão recuou para o sul, enquanto a crista subtropical atlântica se erguia para oeste. Isso fez com que Dorian seguisse oeste-noroeste em um ambiente altamente favorável caracterizado por baixo cisalhamento do vento, alta umidade relativa, e temperaturas da superfície do mar de 29 °C (84 °F). A tempestade então se moveu para o oeste, direto para o noroeste das Bahamas. Dorian atingiu a maior intensidade do furacão às 18h00 UTC em 30 de agosto cerca de 445 mi (715 km) a leste do noroeste das Bahamas.  Mais tarde naquela noite, o olho de Dorian clareou e foi cercado por um anel de profunda convecção. Enquanto isso, uma explosão de atividade elétrica ocorreu na parede do olho noroeste, anunciando uma maior intensificação. A aeronave Hurricane Hunter revelou que Dorian rapidamente se intensificou para a categoria 4 status às 00h00 UTC em 31 de agosto, com ventos de superfície medidos em cerca de 210 km/h (130 mph). A apresentação de satélite de Dorian continuou a melhorar, com o olho aumentando em definição e se estabilizando em um diâmetro de cerca de 14 mi (22 km). O olho também começou a demonstrar um efeito estádio pronunciado, onde as nuvens da parede do olho se curvam para fora da superfície com a altura; esta é uma característica às vezes vista em ciclones tropicais intensos.
Às 06h00 UTC em 1 de setembro, Dorian se tornou uma categoria 5 furacão com ventos de 266 km/h (165 mph). Por volta das 12h00 UTC, o NHC estimou os ventos sustentados de um minuto em 290 km/h (180 mph), tornando Dorian o furacão mais forte a impactar as Bahamas já registrado. Pouco antes das 15h00 UTC, uma aeronave Hurricane Hunter na parede do olho de Dorian mediu ventos de nível de voo de 295 km/h (183 mph) e seu radiômetro de micro-ondas de frequência escalonada registrou ventos de até 315 km/h (196 mph), enquanto uma dropsonda liberada pela aeronave registrou uma rajada de vento de superfície de 327 km/h (203 mph). O aprofundamento ocorreu nas próximas horas, com ventos máximos sustentados atingindo 298 km/h (185 mph) e a pressão central mínima caindo para 910 mbar (hPa; 26,87 inHg), representando a intensidade do pico de Dorian. Com esta força, Dorian atingiu a costa de Elbow Cay nas Ilhas Abaco às 16h40 UTC 1 de setembro, tornando-se o furacão mais forte a atingir as Bahamas em registros modernos.

Dorian sobre a Grande Bahama em 2 de setembro visto da Estação Espacial Internacional

Enquanto Dorian cruzava as ilhas Abaco, uma crista ao norte do furacão enfraqueceu. O fluxo da direção diminuiu, fazendo com que Dorian desacelerasse. Rastejando lentamente para o oeste, Dorian enfraqueceu um pouco antes de chegar perto de South Riding Point, Grand Bahama, com ventos de 290 km/h (180 mph) às 02h15 UTC em 2 de setembro O sistema mudou-se da costa norte da Grande Bahama seis horas depois, ainda como uma furacão categoria 5, embora com um olho maior e ventos mais baixos devido à interação da terra e à ressurgência de águas mais frias abaixo do sistema. Esses fatores, juntamente com a câmera lenta de Dorian, causaram um enfraquecimento constante ao longo dos próximos dias, com Dorian caindo para a categoria 3 status às 06h00 UTC 3 de setembro - Durante esse tempo, Dorian praticamente parou ao norte de Grand Bahama – a partir das 12h00 UTC 2 de setembro às 12h UTC 3 de setembro, Dorian viajou uma distância de apenas 30 mi (49 km). Como resultado, toda a ilha de Grand Bahama experimentou ventos com pelo menos força de tempestade tropical por três dias consecutivos.  Partes de Grand Bahama experimentaram a parede do olho por mais de 25 horas, incluindo 5 horas enquanto Dorian estava na categoria 5 intensidade; entretanto Halls Point gastou mais de 11 horas dentro dos olhos de Dorian. Durante este período, Dorian trouxe cerca de 3,0 ft (0,91 m) de chuva nas Bahamas, junto com uma tempestade de mais de 20 ft (6,1 m).

## Virada para o norte, transição extratropical e dissipação

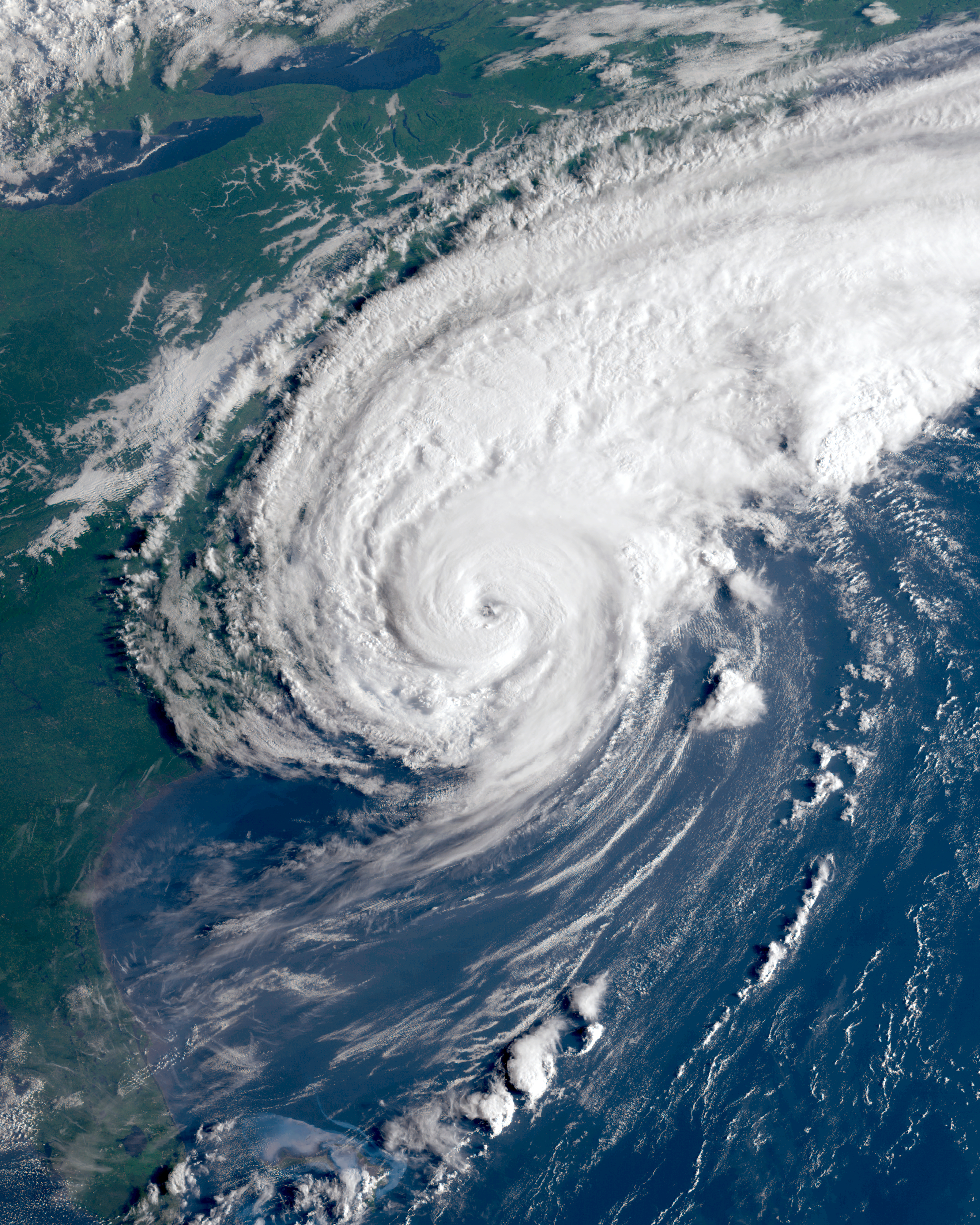
Furacão Dorian atingindo a terra em Hatteras, Carolina do Norte como uma furacão categoria 2, com velocidade máxima do vento de 100 mph

Dorian começou um movimento para noroeste no final de 3 de setembro em direção à costa leste dos Estados Unidos, como um cavado de nível médio para leste sobre o leste dos Estados Unidos puxou Dorian para o norte. ao mesmo tempo, o olho tinha se tornado cheio de nuvens, maior, e mais esfarrapado. Dados coletados por aviões de reconhecimento e bóias indicavam que o campo de vento da tempestade estava se expandindo.  Dorian enfraqueceu lentamente no dia seguinte após entrar em uma área de temperaturas mais frias da superfície do mar e cisalhamento do vento. a distinção do olho da tempestade depilou-se e diminuiu à medida que o sistema continuava a pegar a velocidade para a frente. Logo depois, as nuvens na parede do olho começaram a arrefecer quando Dorian começou a fortalecer-se, facilitado pelas águas quentes da Corrente do Golfo. depois que o olho limpou e se tornou cercado por convecção profunda, o furacão atingiu a sua intensidade de pico secundário como um furacão de categoria de 185 km/h de categoria 3 às 00h00 UTC de 5 de setembro, enquanto localizado ao largo da costa de Geórgia. Após cerca de 12 horas, Dorian começou a se enfraquecer gradualmente ao longo da costa da Carolina do Sul. Aceleração rápida para noroeste, Dorian desabou sobre Cabo Hatteras, Carolina do Norte, como um furacão de categoria 2, cerca das 12h30 UTC de 6 de setembro, com ventos de 155 km/h e uma pressão de 957 mbar (28,3 inHg); a Carolina do Norte experimentou ventos máximos de categoria 1 que ocorreram principalmente offshore. apesar de ser significativamente mais fraca, a tempestade ainda possuía um olho bem definido rodeado por convecção profunda.
No início de 7 de setembro, Dorian começou a sofrer a transição para um ciclone extratropical. O olho desapareceu completamente das imagens de satélite quando a tempestade começou a assumir uma estrutura mais assimétrica. A estrutura do furacão degradou-se devido ao forte cisalhamento de sudoeste, com a maior parte de sua convecção deslocada para o norte e leste do centro. Logo depois, nuvens de ar frio começaram a entrar no lado sudoeste de Dorian, enquanto a tempestade se conectava com uma frente quente que estava se desenvolvendo para nordeste. Dorian se tornou um ciclone pós-tropical por volta das 18h00 UTC em 7 de setembro depois de perder muitas de suas características tropicais.  Apesar disso, o NHC optou por continuar emitindo avisos sobre o sistema, devido à ameaça que representava para o Canadá Atlântico. Na época, um passe ASCAT mostrou uma região de 90–100 mph (140–160 km/h) ventos na tempestade. Dorian atingiu a costa perto de Sambro Creek, na Nova Escócia, Canadá, aproximadamente às 22h00 UTC.  A tempestade gradualmente se voltou para o leste à medida que se incorporou ao fluxo extratropical do oeste. A tempestade foi considerada como tendo completado totalmente sua transição extratropical sobre o Golfo de São Lourenço às 06h00 UTC em 8 de setembro.  O padrão de nuvens de Dorian decaiu gradualmente, com a tempestade enfraquecendo para força de tempestade tropical às 18h00 UTC. Em 9 de setembro, praticamente nenhuma convecção significativa existia perto do centro de Dorian. Logo depois, o ciclone entrou no Atlântico norte; as temperaturas da superfície do mar eram inferiores a 10 °C (50 °F) nas proximidades do Mar do Labrador. Dorian foi finalmente absorvido por um ciclone extratropical maior às 06h00 UTC em 9 de setembro, enquanto localizado a nordeste de Terra Nova e Labrador.

## Recordes
| Furacões que fizeram landfall mais intensos no Atlântico Intensidade é medida apenas pela pressão central | Furacões que fizeram landfall mais intensos no Atlântico Intensidade é medida apenas pela pressão central | Furacões que fizeram landfall mais intensos no Atlântico Intensidade é medida apenas pela pressão central | Furacões que fizeram landfall mais intensos no Atlântico Intensidade é medida apenas pela pressão central |
| Posição                                                                                                   | Furacão                                                                                                   | Temporada                                                                                                 | Pressão de landfall                                                                                       |
| --- | --- | --- | --- |
| 1 | "Dia do Trabalho"                                                                                         | 1935 | 892 mbar (hPa)                                                                                            |
| 2 | Camille                                                                                                   | 1969 | 900 mbar (hPa)                                                                                            |
| 2 | Gilbert                                                                                                   | 1988 | 900 mbar (hPa)                                                                                            |
| 4 | Dean | 2007 | 905 mbar (hPa)                                                                                            |
| 5 | "Cuba" | 1924 | 910 mbar (hPa)                                                                                            |
| 5 | Dorian | 2019 | 910 mbar (hPa)                                                                                            |
| 7 | Janet | 1955 | 914 mbar (hPa)                                                                                            |
| 7 | Irma | 2017 | 914 mbar (hPa)                                                                                            |
| 9 | "Cuba" | 1932 | 918 mbar (hPa)                                                                                            |
| 10 | Michael                                                                                                   | 2018 | 919 mbar (hPa)                                                                                            |
| Fontes: HURDAT, AOML/HRD, NHC                                                                             | | | |

Dorian quebrou inúmeros recordes depois de atingir o pico de intensidade. Dorian está empatado com o furacão do Dia de Trabalho de 1935, Gilbert, e Wilma para o segundo vento mais forte de um furacão do Atlântico a 298 km/h (185 mph), pouco abaixo do recorde de Allen de velocidade de vento de 310 km/h (190 mph). Esta intensidade fez de Dorian o furacão mais forte fora dos trópicos. O desembarque do ciclone de 298 km/h (185 mph) na Ilhas Ábaco foi o recorde do mais forte nas Bahamas. Dorian foi o segundo furacão de categoria 5 nos registros a desembarcar nas Ilhas Ábaco, o outro tendo ocorrido em 1932. Além disso, Dorian está empatado com o furacão do dia do Trabalho de 1935 para os ventos sustentados mais elevados em landfall em um furacão Atlântico. Com Dorian, 2019 tornou-se o quarto ano consecutivo a produzir pelo menos um furacão de categoria 5.

Dorian chegando à Nova Escócia como um ciclone extratropical em 7 de setembro

O movimento lento de Dorian para frente perto das Bahamas também estabeleceu vários recordes. Durante um período de 24 horas, Dorian moveu-se mais lentamente do que qualquer outro grande furacão desde o furacão Betsy em 1965. A tempestade também impactou uma única área de terra como uma furacão categoria 5 de maior duração registrado na bacia do Atlântico, com porções da parede do olho de Dorian atingindo a Ilha Grande Abaco e a Grande Bahama por cerca de 22 horas.